# Energija električnog polja
Energija električnog polja je pojava koja nam objašnjava da električno polje u sebi sadržava energiju. Gustoća energije sadržane u električnom polju jest:
{\displaystyle u={\frac {1}{2}}\cdot \epsilon _{0}\cdot \epsilon _{r}\cdot \mathbf {E} ^{2}}
gdje je:
- {\displaystyle \ u} - gustoća energije,
- {\displaystyle \ \epsilon _{0}} - dielektrična konstanta vakuuma,
- {\displaystyle \ \epsilon _{r}} - relativna dielektrična konstanta tvari u kojem djeluje električno poǉe,
- {\displaystyle \ \mathbf {E} } - električno polje (kvadrat električnog polja znači da se električno polje skalarno množi samo sa sobom, pa je on identički jednak kvadratu apsolutne vrijednosti električnog polja)

Ukupna energija električnog polja sadržana u volumenu V je stoga:
{\displaystyle U=\int _{V}{\frac {1}{2}}\cdot \epsilon _{0}\cdot \epsilon _{r}\cdot \mathbf {E} ^{2}\,\cdot \mathrm {d} V}
gdje je U - energija električnog polja, a dV - element volumena.

## Objašnjenje
M. Faraday i J. C. Maxwell promatraju električna polja oko električnog naboja kao stvarne tvorevine. Dok električne sile postoje samo između dva naboja, dotle električno polje ima i tada fizikalno značenje ako se nalazi samo jedan naboj u prostoru. Energija je kontinuirano raspodijeljena kao sama polja. Prema tome, svakom električnom naboju pripada izvjesna količina energije koja je sadržana u njegovu električnom polju. Maxwell je općenito iz elektrodinamičkih jednadžbi izračunao energiju koju ima električno polje.

### Energija električnog polja kondenzatora
Razmotrimo kolika je energija električnog kondenzatora. Na početku neka su obje nabijene ploče sasvim blizu. Kad odmičemo ploče, vršimo mehanički rad. Pri tom se izgrađuje električno polje u prostoru između ploča. Izvršeni rad pri odmicanju ploča sadržan je u energiji električnog polja kondenzatora. Izračunajmo mehanički rad koji vršimo pri odmicanju jedne ploče. Iz jedne same pozitivno nabijene ploče izlazi na jednu i drugu stranu ploče električno polje jednako:
{\displaystyle E^{*}=2\cdot \pi \cdot \omega }
U jednu samo negativno nabijenu ploču uvire jednako veliko polje, pa vidimo da u prostoru između ploča vlada ukupno električno polje:
{\displaystyle E=2\cdot E^{*}=4\cdot \pi \cdot \omega }
a izvan kondenzatora se polja obiju ploča poništavaju, jer imaju suprotan smjer. Na električni naboj jedne ploče djeluje prema tome polje jednako 1/2∙E, koje dopire od druge ploče. Na cijelu ploču djeluje sila:
{\displaystyle F={\frac {1}{2}}\cdot E\cdot \omega \cdot f}
gdje je: f - površina ploče. Kad od nepomične ploče odmaknemo ploču za duljinu d, vršimo mehanički rad R jednak umnošku sile i puta:
{\displaystyle R={\frac {1}{2}}\cdot E\cdot \omega \cdot f\cdot d}
U ovoj jednadžbi umnožak f∙d znači obujam (volumen) kondenzatora. Za plošnu gustoću ω možemo staviti E/4∙π. Energija kondenzatora U jednaka je gornjem izvršenom radu:
{\displaystyle U={\frac {1}{8\cdot \pi }}\cdot E^{2}\cdot f\cdot d}
Odatle proizlazi, da je energija u m3 (gustoća energije) jednaka:
{\displaystyle U={\frac {1}{8\cdot \pi }}\cdot E^{2}}
Ovaj izraz vrijedi sasvim općenito, dakle i tada ako imamo i prostorno i vremenski promjenjiva električna polja. Kod nehomogenih polja nalazi se u svakom volumnom dijelu dv energija (1/8∙π)∙E2∙dv. Gustoća energije je, naravno, funkcija prostora i vremena. Ukupnu energiju električnog polja dobivamo tako da zbrojimo po čitavom prostoru:
{\displaystyle U=\int {\frac {1}{8\cdot \pi }}\cdot E^{2}\cdot \mathrm {d} v}

### Energija električnog polja elektrona
Novo je, prema staroj, daljinskoj teoriji elektriciteta, da u Maxwellovoj teoriji i samom elektronu u prostoru pripada određena energija. Svaka električno nabijena čestica ima oko sebe električno polje, pa prema tome i energiju. Tu energiju možemo lako proračunati za elektron ako ga usporedimo s nabijenom metalnom kuglom. Unutar kugle električno polje iščezava, a izvan kugle ima iznos e/r2. Gustoća električne energije jednaka je:
{\displaystyle {\frac {1}{8\cdot \pi }}\cdot E^{2}={\frac {1}{8\cdot \pi }}\cdot {\frac {e^{2}}{r^{4}}}}
Čitav prostor oko elektrona razdijelimo koncentričnim kuglama u tanke ljuske. Obujam između dvije kugle s polumjerom r i polumjerom r + dr jednak je 4∙π2∙dr. Energija u toj ljuski jednaka je umnošku obujma i gustoće energije:
{\displaystyle 4\cdot \pi \cdot r^{2}\cdot \mathrm {d} r\cdot {\frac {1}{8\cdot \pi }}\cdot {\frac {e^{2}}{r^{4}}}={\frac {1}{2}}\cdot {\frac {e^{2}}{r^{2}}}\cdot \mathrm {d} r}
Čitavu energiju dobivamo tako da integriramo od elektronova polumjera r0 do beskonačnosti. Dobivamo:
{\displaystyle U={\frac {e^{2}}{2\cdot r_{0}}}}
Energija elektrona obrnuto je sukladna (proporcionalna) njegovu polumjeru. To je jasno. Što električni naboj zbijemo na manje područje, to vršimo veći mehanički rad.
S pretpostavkom da elektron neprekinuto (kontinuirano) ispunjava čitavu kuglu dobili bismo neki drugi faktor umjesto 1/2. No uvijek taj račun, bez obzira na posebnu raspodjelu naboja, vodi na veličinu reda e2/r0. S druge strane znamo da je energija elektrona dana umnoškom mase i kvadrata brzine svjetlosti (ekvivalencija mase i energije). Energija mirovanja elektrona jest njegova elektrostatska energija. Iz jednadžbe:
{\displaystyle m\cdot c^{2}={\frac {e^{2}}{r_{0}}}}
dobivamo da je polumjer elektrona:
{\displaystyle r_{0}={\frac {e^{2}}{m\cdot c^{2}}}=\,\,2,8\cdot 10^{-15}\ {\mbox{m}}}
Polumjer elektrona odgovara otprilike polumjeru atomskih jezgri. Taj rezultat je prilično razvidan.
Iz zadnje jednadžbe se vidi da kod protona ne bismo smjeli energiju mirovanja svesti na elektrostatsku energiju. Tad bismo dobili 2 000 puta manji polumjer od polumjera atomskih jezgri, što je fizički nemoguće. Dok masu elektrona možemo svesti na energiju električnih polja, kod protona i neutrona moramo tražiti drugu fizičku stvarnost.